# Thint Myaat
Thint Myaat, född 14 april 2002, är en myanmarisk simmare.
Myaat tävlade för Myanmar vid olympiska sommarspelen 2016 i Rio de Janeiro, där han blev utslagen i försöksheatet på 100 meter fjärilsim.